# Ірокезькі мови

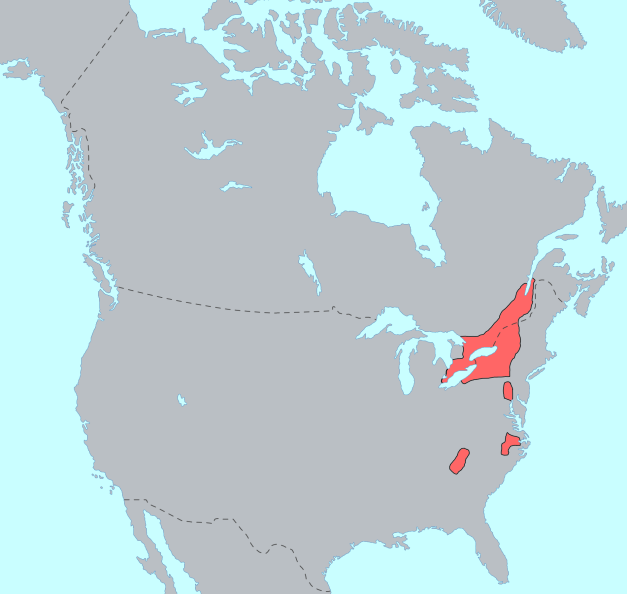
Доєвропейське розселення ірокезів

Іроке́зькі мови (англ. Iroquoian) — група індіанських мов, що налічує приблизно 12 мов.
Складається з двох груп:
- південна група — лише з однієї мови черокі,
- всі інші мови входять до північної групи:
  - сінека та кайюґа
  - онондага
  - онеїда та могавк
  - саскуєханнок
  - виандот, ніютрал та Ері
  - Тускарора
  - ноттовей

Північні мови поширені в районі озер Ері, Гурон, Онтаріо та вздовж течії річки Святого Лаврентія, а також на південь по атлантичному узбережжі США.